# Você Merece Cachê
«Você Merece Cachê» es una canción del cantante Israel Novaes con la participación del cantante Wesley Safadão. La canción fue lanzada oficialmente el día 20 de octubre de 2015, como según single del álbum Forró de Israel. ES también la segunda asociación de los cantantes, siendo que en 2014, ellos estrenaron la asociación con el rango "Voy A Dar Virote".

## Composición
El sencillo es una composición de Nieto Barros en asociación con Conde Macedo y Jota Reyes.

## Presentaciones
"Usted Merece Cachê" ya viene siendo cantada en los shows de Israel Novaes, pero solo después pasó a ser la música de trabajo del sertanejo.

## Desempeño en las tablas musicales
| Tabla musical (2015)               | Melhorposição |
| ---------------------------------- | ------------- |
| Brasil - Billboard Hot 100 Airplay | 18            |

- Datos: Q25421297